# دینامو
یک پایگاه گسترده داده برای داده های ساخت یافته بسیار در دسترس است که ویژگی های پایگاه داده ها و جدول های گسترده هش را با هم داراست و متعلق به آمازون دات‌کام است .
بنگاه داده آمازون دینامو دی‌بی بر پایه دینامو ساخته شده است.
1. ↑  ویکیپدیای انگلیسی